# Le Tréhou

Le Tréhou este o comună în departamentul Finistère, Franța. În 1 ianuarie 2022 avea o populație de 636 de locuitori.